# Слобозија (Воинешти)
Слобозија (рум. Slobozia) насеље је у Румунији у округу Јаши у општини Воинешти. Oпштина се налази на надморској висини од 250 m.

## Становништво
Према подацима из 2002. године у насељу је живело 1884 становника, од којих су сви румунске националности.